# Quinten Rollins
Quinten Rollins (Canton, 15 luglio 1992) è un giocatore di football americano statunitense che milita nel ruolo di cornerback per i Green Bay Packers della National Football League (NFL).

## Biografia

### Green Bay Packers
Dopo avere giocato al college a football alla Miami University (Ohio), Rollins fu scelto nel corso del secondo giro (62º assoluto) del Draft NFL 2015 dai Green Bay Packers. Debuttò come professionista subentrando nella gara del primo turno contro i Chicago Bears. Nella settimana 5, Rollins intercettò il quarterback dei Rams Nick Foles ritornando il pallone per 45 yard in touchdown. La sua stagione da rookie si concluse con 31 tackle, 2 intercetti e un sack in 14 presenze, 4 delle quali come titolare.

## Statistiche
| Partite totali      | 14  |
| Partite da titolare | 4   |
| Tackle totali       | 31  |
| Sack                | 1,0 |
| Intercetti          | 2   |
| Fumble forzati      | 0   |

Statistiche aggiornate alla stagione 2015